# Spyro: Shadow Legacy
Spyro: Shadow Legacy est un jeu vidéo de type action-RPG développé par Amaze Entertainment et édité par Vivendi Universal, sorti sur Nintendo DS en 2005. Il fait partie de la série de jeux vidéo Spyro the Dragon.

## Accueil
- Jeuxvideo.com : 10/20[1]

## Développement
Durant son développement, le jeu était connu sous le titre Spyro: Action & RPG Light.[réf. souhaitée]